# منتخب سانت فينسنت والغرينادين تحت 20 سنة لكرة القدم
منتخب سانت فينسنت والغرينادين تحت 20 سنة لكرة القدم (باليونانية: Εθνική Αγίου Βικεντίου και Γρεναδίνων U20 (ποδόσφαιρο ανδρών) )‏ هو ممثل سانت فينسنت والغرينادين الرسمي في المنافسات الدولية في كرة القدم في فئة كرة قدم تحت 20 سنة للرجال، يديريه اتحاد سانت فينسنت والغرينادين لكرة القدم. تأسس في 2001.